# Grand Theft Auto 2
Grand Theft Auto 2 é um jogo eletrônico de ação e aventura desenvolvido pela DMA Design e publicado pela Rockstar Games. É a sequência de Grand Theft Auto (1997), sendo o segundo título da série Grand Theft Auto. Ambientado em uma metrópole retrofuturista conhecida como "Anywhere City", o jogo foca nos jogadores assumindo o papel de um criminoso enquanto vagam por um mundo aberto, realizando trabalhos para vários sindicatos do crime e tendo liberdade para fazer o que quiserem para atingir seus objetivos. A introdução do jogo é única para um título da série, pois envolve cenas de ação ao vivo filmadas pela Rockstar Games. O jogo foi lançado para PlayStation e Windows em outubro de 1999 e para o Dreamcast e o Game Boy Color em 2000.
Grand Theft Auto 2 recebeu avaliações mistas na maioria das plataformas e críticas negativas para o Game Boy Color, mas foi um sucesso comercial moderado. Embora a trilha sonora e alguns elementos de jogabilidade, como o sistema de lealdade de gangues, tenham sido elogiados, os gráficos, os controles e o cenário receberam uma resposta mais mista. O jogo também foi criticado por não inovar a fórmula estabelecida por seu antecessor, apesar das diversas melhorias que trouxe. Grand Theft Auto 2 foi seguido por Grand Theft Auto III (2001), que deu início a uma nova era para a série, enquanto o jogo em si foi relançado na Steam em janeiro de 2008.

## Características
Diferentemente dos outros títulos, Grand Theft Auto 2 é ambientado em uma metrópole num futuro próximo. Essa cidade é referida apenas como Anywhere City. O ano em que se passa a história também não é especificado, porém, no site do jornal fictício da cidade é informado que se passe no ano de 2013. No manual do jogo está escrito que o jogo se passa a "três semanas para o futuro". E, ainda, Johnny Riccaro, locutor de uma rádio do jogo, diz: "O novo milênio está chegando".
Anywhere City consiste em três distritos: O primeiro é a área central da cidade, chamada Downtown District. É onde se concentram cassinos, hotéis, um grande hospital psiquiátrico e uma universidade. O segundo distrito é uma área residencial e chama-se Residential District. É onde fica a prisão da cidade, um estacionamento de trailers com um clube chamado Disgracelands que tem como tema Elvis Presley. (Uma referência à casa em que Elvis morou, chamada Graceland), um centro de pesquisa e uma usina hidrelétrica. O terceiro chama-se Industrial District, e, como o nome diz, é uma área industrial. Lá, existe um frigorífico ou "fábrica de carne" e um grande porto marítimo, além de um templo Krishna.
O jogo pode ser jogado em dois modos (somente na versão para Windows): no "noon" (dia) ou "dusk" (noite). No modo "dusk", são mostrados vários efeitos de luz que não podem ser vistos no modo "noon".

## Jogabilidade
O objetivo de cada uma das três áreas é obter dinheiro suficiente para passar para a próxima. Para atingir o objetivo, você poderá executar qualquer tarefa que dê dinheiro: roubar carros, explorar, dar tiros, atropelar pessoas, assassinar, explodir carros, etc. No entanto, a norma para ganhar grandes quantias em dinheiro é a realização de missões para grandes organizações criminosas. Para acessar uma missão basta atender um dos telefones públicos que ficam tocando nas regiões dominadas por uma gangue, e dependendo da cor dos telefones maior será o nível de dificuldade das tarefas, sendo as mais fáceis dos verdes; os amarelos tem dificuldade moderada e os vermelho são as tarefas mais difíceis (as últimas de cada gangue). Cada vez que você completar uma missão para uma determinada gangue, o dinheiro multiplicador sobe em uma unidade, e este modificador influencia todo o dinheiro que você recebe para qualquer ação. Um diferencial deste jogo em relação a outros desta mesma série consiste na barra de respeito localizada no canto superior esquerdo da tela, e indica o quanto você é respeitado pelas gangues da região. Respeito este que varia de acordo com a forma como você lida com os membros da gangue (se não respeitar a gangue, ou seja, matar vários membros dela, ela irá atacar com todas as armas disponíveis, dependendo do nível de respeito, quanto menor ele for, mais forte será o ataque, variando de simples pistolas até lança mísseis), bem como as missões que nos dão (com mais respeito, maior será a oferta de missões). Fazendo missões para uma das três gangues afeta negativamente para as outras: cada uma tem uma gangue rival, matando membros da gangue rival, aumenta a sua relação com a primeira, enquanto a terceira permanece neutra. Em Grand Theft Auto 2, você também deverá ser responsável pelas ações ilegais cometidas. É por isso que a lei estará presente para frear (ou pelo menos tentar) as ações ilegais. Ela não age apenas sob a forma de polícia local como o primeiro GTA, à medida que você comete delitos, mais e mais as forças policiais vão aderir. Assim, nos primeiros níveis, a polícia local será responsável pelas prisões; mais tarde a SWAT, o FBI e até mesmo, se for o caso, o exército, com tanques e infantaria. Você pode salvar o jogo em uma igreja com um sinal que indica "Jesus Saves", logo no início do nível. Para isso, você deverá ter 50.000$ para salvar o jogo. Desse ponto você poderá continuar o jogo, se assim desejar. Você também pode usar uma van com antena (TV Van, a antena sempre aponta para o Jesus Saves), que ela lhe levará para o local exato da igreja, onde você poderá salvar o jogo.

## GTA 2 – The Movie

Claude Speed, o protagonista de GTA 2

O jogo foi desenvolvido com um curta-metragem de oito minutos de cenas em live-action intitulado GTA 2 – The Movie, filmado em Nova Iorque. O filme foi idealizado como uma abertura de introdução para o jogo, e foi disponibilizado no site da Rockstar Games. O filme mostra as façanhas de Claude Speed, interpretado por Scott Maslen, que realiza trabalhos em Anywhere City, antes de ser morto por um assassino de um dos sindicatos. O filme foi escrito por Dan Houser e dirigido por Alex De Rakoff.

## Gangues
No jogo GTA 2, há 7 grandes corporações criminosas (gangues): uma gangue presente em todas as áreas e duas outras específicas de cada área.
- Zaibatsu Corporation: É uma indústria farmacêutica criadora de remédios genéticos e comida para bebês[5] envolvida com o crime organizado. Atua em todas as áreas de Anywhere City e é dedicada a todas as empresas, de armas, carros, e drogas. O seu símbolo é um Z amarelo e o seu nome provém da palavra japonesa Zaibatsu, o que significa Cooperativa. Seus membros usam roupa preta e dirigem carros chamados "Z-Type", que tem um enorme "Z" no seu teto. Os seus líderes são: Trey Welsh (em Downtown District, ou Distrito Central), Red Valdez (em Residential District, ou Área Residencial) e Uno Carb (em Industrial District, ou Área Industrial).
- Loonies: Opera em Downtown District (Distrito Central) e são dedicados principalmente às drogas e a industria de Gás. O seu símbolo é uma face sorrindo. Sua roupa é verde e seus carros são os "Dementia". Seu líder é Elmo.
- Yakuza: Opera em Downtown District (Distrito Central). São dedicados principalmente às drogas. O seu símbolo é um Y azul. Sua roupa é azul e seus carros são os "Miara". Seu líder é Johnny Zoo.
- SRS Scientists: Opera em Residential District (Área Residencial). São dedicados ao desenvolvimento de armas e clonagem, são os principais inimigos da Zaibatsu Corporation. O seu símbolo é um escudo. Suas roupas são amarelas e seus carros são os "Meteors". Seu líder é Dr. Labrat.
- Rednecks: Opera em Residential District (Área Residencial). Eles se dedicam a provocar o caos com bombas e com o ressurgimento das suas ideologias. O seu símbolo é uma bandeira da Confederação. Sua roupa é azul e seus carros são os "Redneck Pickup". Seu líder é Billy Bob Bean, um homem que se parece bastante com Elvis Presley.
- Krishna: Opera em Industrial District (Área Industrial). Eles se dedicam a convencer todas as pessoas a irem ao Nirvana, também estão em constante guerra com a por qualquer meio. O seu símbolo é uma flor laranja, e seu nome vem de Hare Krishna, uma organização religiosa da Índia. Suas roupas são laranja e seus carros são os ônibus "Karma Bus". a concentração da gangue é no templo Vedic. Seu líder é Sunbeam.
- Russian Mafia (Máfia Russa): Opera em Industrial District (Área Industrial). Eles estão envolvidos em explosivos, armas, indústrias, enfim, tudo, menos drogas. O seu símbolo é uma estrela vermelha de cinco pontas. Sua roupa é vermelha e seus carros são os "Bulwark". Seu líder é Jerkov.

## Polêmica
As controvérsias que levaram a GTA 2, foram ainda maiores do que as provocadas por GTA: o jogo ficou muito mais violento e são destacadas várias organizações reais. Em algumas partes do mundo foi proibida a sua venda a menores de idade, e em alguns países o o jogo chegou a ser retirado do mercado. Alguns países queixaram-se a Rockstar de que o jogo promovia a violência e gangues de adesão. Algumas das alegações continuam a verificar-se até hoje.